# Girolamo della Robbia

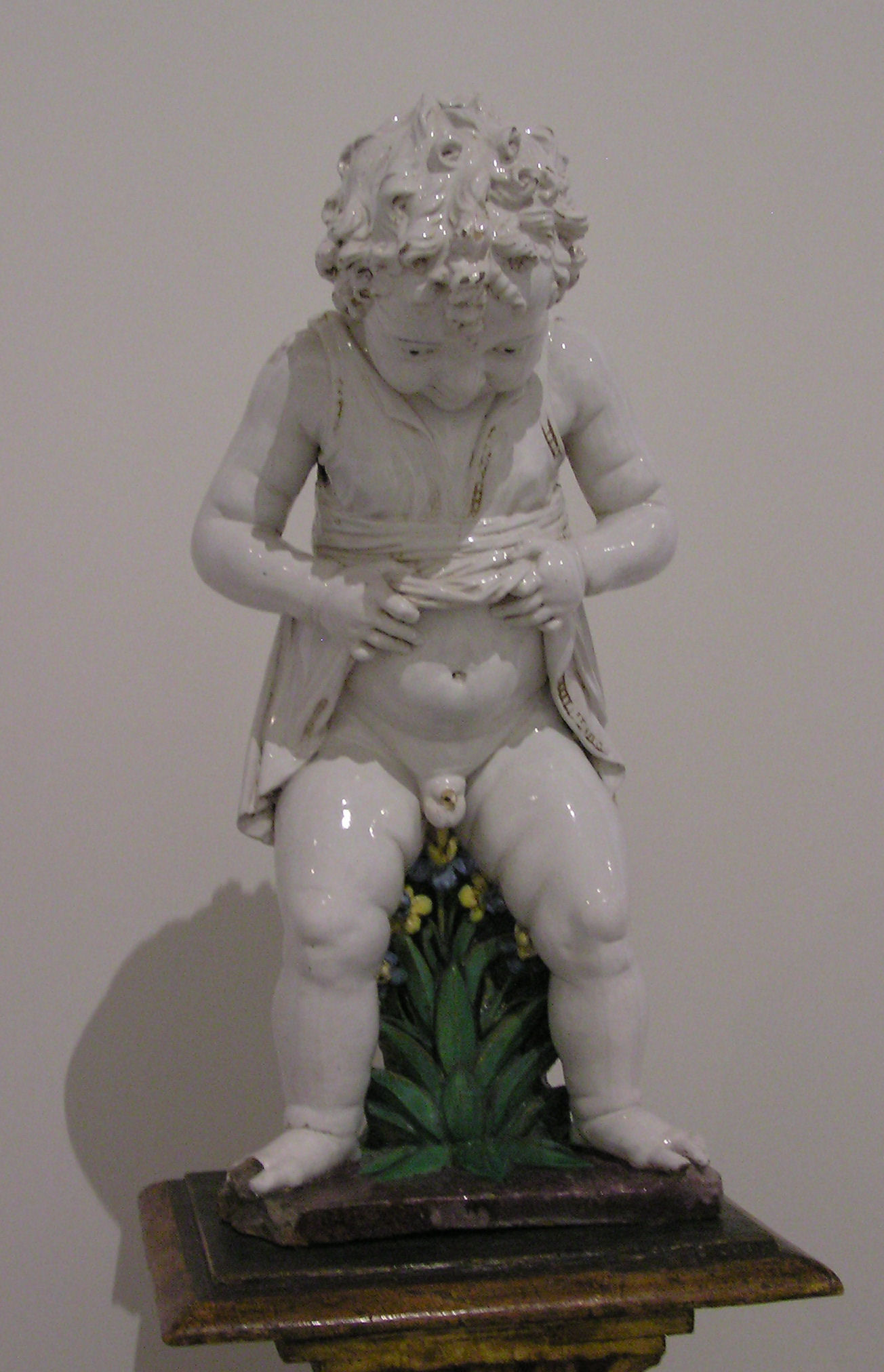
Putto da fontana (1515-1520), Berlino, Bode-Museum

Girolamo della Robbia (Firenze, 9 marzo 1488 – Parigi, 4 agosto 1566) è stato un ceramista italiano, ultimo figlio di Andrea della Robbia, insieme al fratello Luca Bartolomeo, detto il giovane, fu tra i più attivi collaboratori nella bottega paterna.

## Biografia
Nel 1517 si trasferì in Francia dove lavorò presso la corte di Francesco I e, nel 1529, lo raggiunse il fratello Luca il Giovane. Nel 1525 tornò a Firenze per qualche tempo a seguito della prigionia di Francesco I (1525-26), o della morte del padre (1525).
Non appena raggiunta la maturità artistica il D. "da alcuni mercanti fiorentini fu condotto in Francia, dove fece molte opere per lo re Francesco ... e per tutto quel regno, acquistandosi fama e bonissime facultà" (Vasari, 1568, II, pp. 182 S.).
Durante questo soggiorno fiorentino (1525-28) realizzò probabilmente un monumentale Crocifisso in terracotta invetriata conservato nella chiesa di San Pietro in Vinculis a San Piero in Bagno (Forlì). Sempre in questi anni, un'altra opera testimonia la presenza e l'attività di Girolamo per la bottega robbiana, lo Stemma Altoviti (1525) del Palazzo Pretorio di Certaldo.
Nel 1529 collaborò ad edificare l'imponente Castello di Madrid per Francesco I (distrutto poi nel 1792) con decorazioni in terracotta invetriata: statue, facce, blasoni, corone francesi, colonne, capitelli, stemmi, rosoni, ecc. Modeste decorazioni ad oggi conosciute (alcuni frammenti sopravvissuti alla demolizione del castello), sono conservati al Museo Carnavalet di Parigi, al Museo Nazionale della Ceramica di Sèvres, al Museo del Louvre e in collezioni private.

## Opere
- Tabernacolo delle Fonticine a Firenze;
- Madonna col Bambino e san Giovannino (ora presso la Biblioteca Nazionale centrale di Firenze) ispirata alla Belle Jardinière del Louvre di Raffaello, che è stata esposta durante la mostra che presentava la Madonna del cardellino restaurata (2008-2009);
- San Girolamo nel deserto (1520 circa), terracotta invetriata, proveniente dalla Pieve di San Piero in Mercato, oggi conservata presso il Museo di arte sacra di Montespertoli;
- Elementi decorativi del Castello di Madrid di Francesco I di Francia (1529), conservati al Museo Carnavalet di Parigi, al Museo Nazionale della Ceramica di Sèvres, al Museo del Louvre e in collezioni private.
- Effigie funeraria di Caterina de' Medici (1565), Museo del Louvre;
- La nascita della Vergine, Museo Nazionale della Ceramica di Sèvres;
- Episodio de "La peste a Firenze", Museo del Louvre;
- "Offrendo a Priapo", Museo del Louvre;
- Il Dio Marte, Museo del Louvre;
- "Un re in preghiera davanti a Dio", Museo Nazionale della Ceramica di Sèvres;
- Putto da fontana (1515-1520), Bode-Museum di Berlino;
- Crocifisso, conservato nella chiesa di San Pietro in Vinculis a San Piero in Bagno (Forlì);
- Stemma Altoviti (1525) del Palazzo Pretorio di Certaldo;
- La gentilezza, Museo del Louvre;
- Madonna col bambino e San Giovannino (1510), Biblioteca Nazionale Centrale di Firenze;
- Busto di Francesco I di Francia (1529), Metropolitan Museum of Art di New York;
- Busto di uomo romano (1526-1535), Getty Museum;
- Resurrezione (1510), Museo Nazionale del Bargello;
- Cristo portacroce (1514), Certosa del Galluzzo.

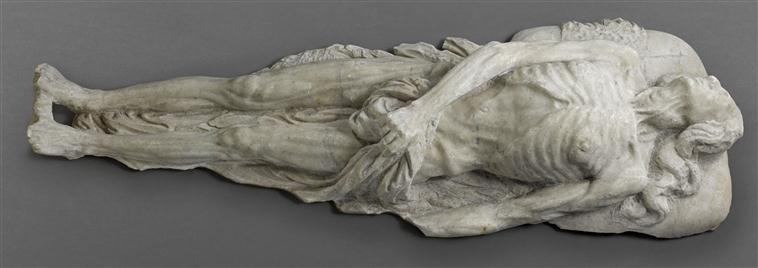
Effigie funeraria di Caterina de' Medici, Museo del Louvre
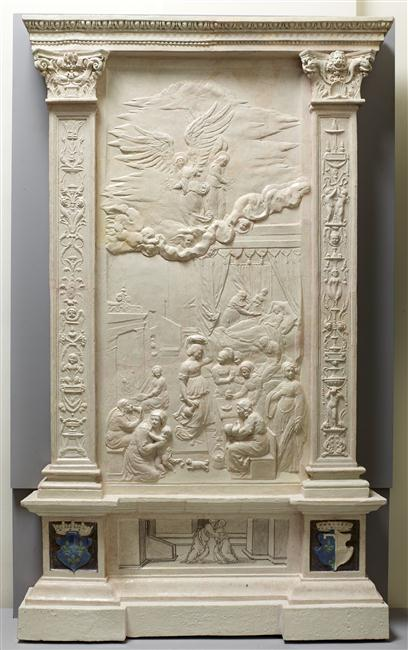
La nascita della Vergine, Museo Nazionale della Ceramica di Sèvres
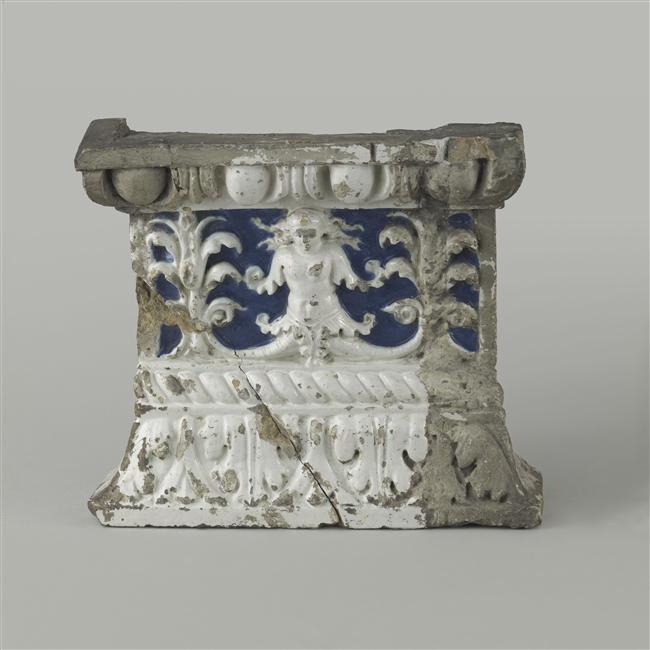
Elemento decorativo per il Castello di Madrid, Museo Nazionale della Ceramica di Sèvres
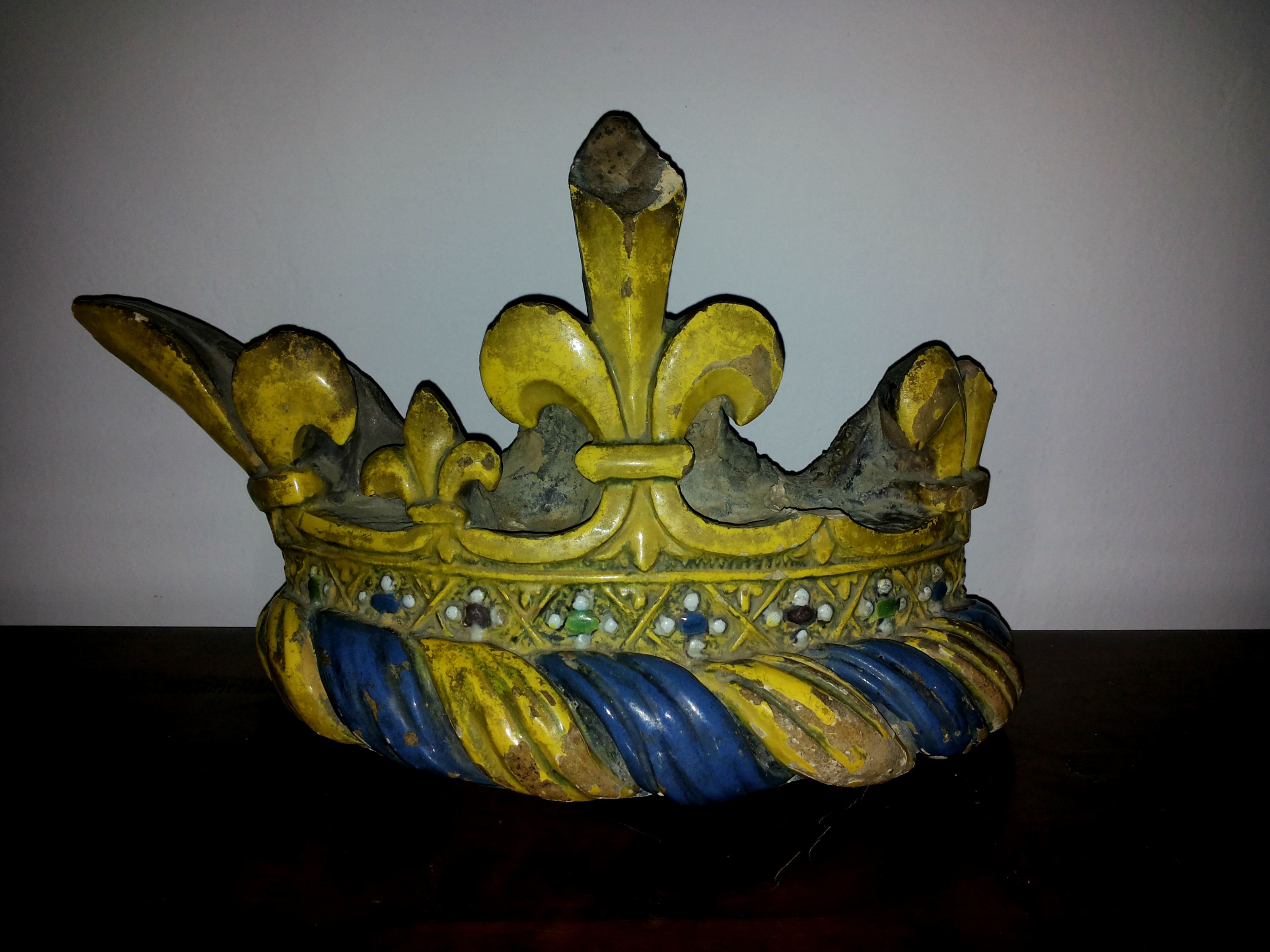
Corona di Francesco I di Francia (1529), elemento decorativo per il Castello di Madrid, collezione privata (Villa del Bandino)
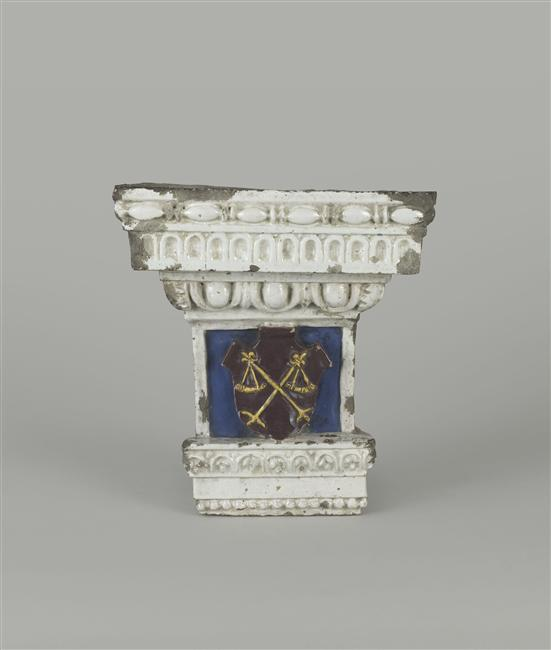
Elemento decorativo per il Castello di Madrid, Museo Nazionale della Ceramica di Sèvres
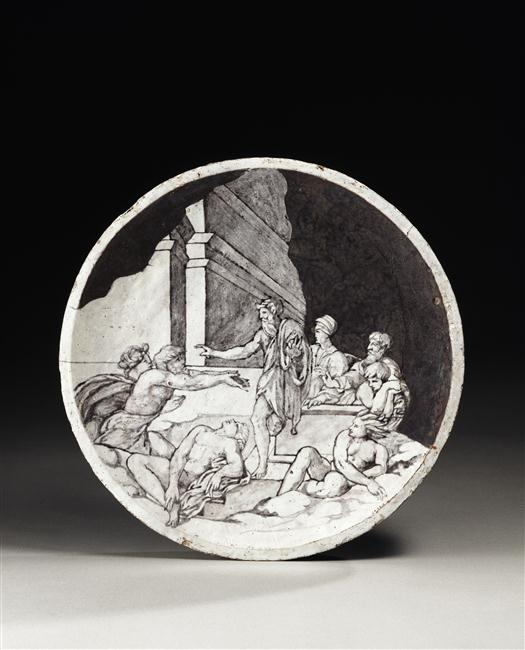
Episodio de "La peste a Firenze", Museo del Louvre
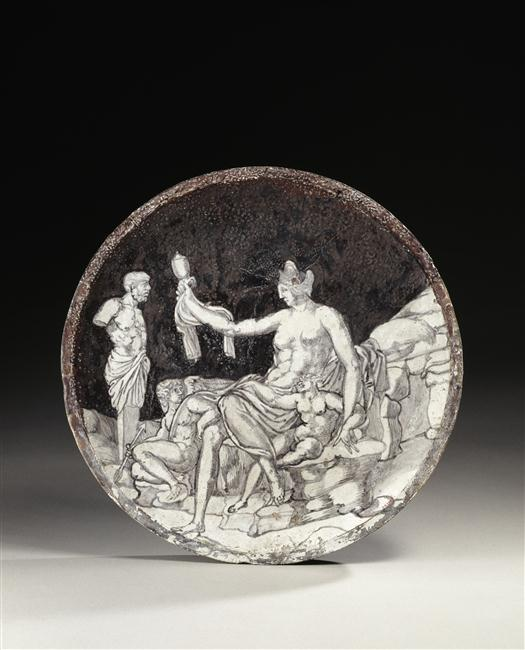
Offrendo a Priapo, Museo del Louvre